# Llista de valís de l'Àndalus
Llista dels valís de l'Àndalus, dependents del Califat omeia de Damasc, des de la conquesta del regne visigòtic de Toledo per Tàriq ibn Ziyad i Mussa ibn Nussayr fins a l'assumpció del poder per Abd-ar-Rahman I ad-Dàkhil, primer emir independent omeia.
- 714-716: Abd-al-Aziz ibn Mussa ibn Nussayr
- 716 : Ayyub ibn Habib al-Lakhmí
- 716-719: al-Hurr ibn Abd-ar-Rahman ath-Thaqafí
- 719-721: as-Samh ibn Màlik al-Khawlaní
- 721 : Abd-ar-Rahman ibn Abd-Al·lah al-Ghafiqí (interinament)
- 721-726: Ànbassa ibn Suhaym al-Kalbí
- 726 : Udhra ibn Abd-Al·lah al-Fihrí (interinament)
- 726-728: Yahya ibn Salama al-Kalbí
- 728 : Hudhayfa ibn al-Ahwas al-Qaysí
- 728-729: Uthman ibn Abi-Nissa al-Khathamí
- 729-730: al-Hàytham ibn Ubayd al-Kinaní
- 730 : Muhàmmad ibn Abd-Al·lah al-Aixjaí
- 730-732: Abd-ar-Rahman ibn Abd-Al·lah al-Ghafiqí (segona vegada)
- 732-734: Abd-al-Màlik ibn Qàtan al-Fihrí
- 734-741: Uqba ibn al-Hajjaj as-Salulí
- 741-742: Abd-al-Màlik ibn Qàtan (segona vegada)
- 742 : Balj ibn Bixr al-Quxayrí
- 742-743: Thalaba ibn Salama al-Amilí
- 743-745: Abu-l-Khattar al-Hussam ibn Dirar al-Kalbí
- 745-746: Thawaba ibn Salama al-Judhamí
- 746-756: Yússuf ibn Abd-ar-Rahman al-Fihrí